# HMS Rupert
HMS Rupert («Руперт», в честь германо-британского полководца XVII века Рупрехта Пфальцского) — броненосец ВМС Великобритании единичной постройки, вошедший в строй в 1872 году. Относился к небольшому, но хорошо выраженному подклассу броненосных таранных кораблей, основным оружием которых считалась не артиллерия, а таран. Быстрое развитие военно-морской техники и эволюция тактических взглядов привели к тому, что корабль устарел уже вскоре после постройки. По этой причине бо́льшую часть службы «Руперт» провёл в резерве.

## Предыстория
1860-е годы стали периодом, когда корабельный таран зачастую рассматривался специалистами как более действенное вооружение, нежели артиллерия. Укоренению таких воззрений способствовали несколько удачных таранных атак во время Гражданской войны в США, а в особенности — успех австро-венгерского адмирала В. фон Тегетгофа в сражении у Лиссы, когда его флагманскому кораблю удалось таранным ударом отправить на дно итальянский броненосец. Важно было и то, что в 1860-е годы корабельная броня временно возобладала над артиллерией — никакие, даже самые тяжёлые, снаряды не могли её пробить; корабельные орудия того времени также вызывали скептические оценки из-за крайне невысокой меткости и неудовлетворительной скорострельности. Поэтому теоретически, до появления в конце 1870-х годов первых торпед, таран был единственным оружием, способным эффективно бороться с броненосцами.
Увлечение таранной тактикой привело к появлению во флотах почти всех ведущих морских держав особого подкласса кораблей-таранов, то есть броненосцев, основным оружием которых считался таран. В Великобритании первым крупным кораблём-тараном стал броненосец «Хотспур», строительство которого началось в 1868 году. Следующим броненосцем-тараном английского флота стал «Руперт», проект которого являлся непосредственным развитием проекта «Хотспура».

## Постройка и оснащение
«Руперт» был заложен в июне 1870 года на верфи в Чатеме, спущен на воду в марте 1872 года. Корабль имел увеличенное на 1400 т водоизмещение по сравнению с «Хотспуром» и намного бо́льшую осадку, приближаясь по этому показателю к океанским броненосцам того времени. Бронирование «Руперта» по схеме в целом повторяло бронирование «Хотспура» — броненосец получил полный броневой пояс по ватерлинии толщиной 229—280 мм и внутренний броневой бруствер в средней части корпуса. Толщина бруствера была увеличена до 305 мм. Поверх броневого пояса проходила броневая палуба толщиной 76 мм, вторая бронепалуба в 51 мм перекрывала бруствер. Вес брони составил 27,6 % водоизмещения. В середине корпуса по каждому борту имелось по небольшой рубке из 305-мм брони для управления броненосцем — уникальная особенность, которая более не повторялась ни на одном корабле мира.
Главный калибр составили два дульнозарядных 254-мм орудия, значившихся на Королевском флоте как «18-тонные», установленные во вращающейся башне в носовой части (в отличие от «Хотспура», на котором было установлено только одно 305-мм орудие в невращающемся башенноподобном каземате). Угол обстрела из орудий был ограничен от направления прямо по курсу до небольшого угла в корму за траверз, где располагалась небольшая боевая рубка, позволявшая иметь хороший обзор на оба борта, но ограниченный обзор вперед. Кроме того, вести огонь прямо по носу было сложно вследствие установленной перед башней мачты. Известно, что командиры «Руперта» считали башенные орудия «почти бесполезными». Поскольку в корме за бруствером имелось место для орудий меньшего калибра, там установили два 64-фунтовых дульнозарядных нарезных пушки; «Руперт» стал последним британским броненосным кораблём, вооружённым этими орудиями.
По проекту предполагалось придать «Руперту» ход в 14 узлов, однако корабль так и не смог развить проектную скорость и в течение первых двадцати лет службы давал максимум 12 узлов. В ходе эксплуатации корабля выявились и значительные недостатки его мореходных качеств, в частности, броненосец был подвержен очень сильной качке. Впоследствии, после модернизации, этот недостаток был несколько устранён благодаря установке высоких вертикальных машин, нового вооружения и другим конструктивным изменениям, которые повысили центр тяжести броненосца.

## Служба
«Руперт» вступил в строй в 1876 году и сразу был направлен на Средиземное море. С самого начала службы он рассматривался специалистами как весьма неудачный корабль, не только обладавший конструктивными недостатками, но и плохо отвечавший первоначальной концепции своего проекта. К тому же развитие военно-морской техники и эволюция тактических взглядов сделали ценность таранных кораблей весьма сомнительной. Уже в 1880 году броненосец был выведен в резерв в Портсмуте. Он был возвращён в боевой состав на несколько месяцев, в апреле — августе 1885 года, а затем стал брандвахтенным кораблём в Гулле. В 1890 году «Руперт» снова был отправлен в резерв и в 1891-93 годах прошёл глубокую модернизацию, без которой — как полагало руководство флота — броненосец уже не представлял бы из себя полноценной боевой единицы. Особенным нареканиям подвергались недостатки по ходовой части (выражавшиеся, помимо прочего, в постоянных поломках котлов), из-за которых к 1890-м годам скорость хода составляла не больше 10 узлов. Вдобавок, вооружение из двух 254-мм орудий было для 1890-х годов уже явно слабым; несовершенной считалась и система подачи боезапаса главного калибра и сложности с его хранением. В ходе модернизации 254-мм орудия заменили казнозарядными 9,2-дюймовыми (234 мм), которые лучше всего подходили по весу. В корме были размещены два 152-мм орудия, также корабль получил 14 орудий вспомогательного калибра. Были заменены машины и котлы; Руперт получил две вертикальные машины тройного расширения. Это позволило развивать мощность в 6000 л. с. при форсированной тяге и ход в 14 узлов. Образовавшийся увеличенный вес корабля был несколько компенсирован уменьшением запаса угля. После модернизации улучшились условия проживания экипажа.
В 1893-95 годах «Руперт» являлся кораблём брандвахты в Пембруке, затем был снова в резерве в Девонпорте. В 1895-1902 годах — был брандвахтенным кораблём в Гибралтаре; в этот период довольно продолжительное время находился в египетских водах. Вновь был в резерве с 1902 по 1904 годы; в 1904—1907 г. был кораблём брандвахты на Бермудских островах. В июле 1907 года списан и сдан на утилизацию.